# Giuseppe Gola
Giuseppe Gola (Novara, 26 febbraio 1877 – Padova, 25 luglio 1956) è stato un botanico italiano.

## Biografia
Laureatosi all'Università di Torino in medicina nel 1900, si appassionò alla botanica, tanto che nel 1902 si laureò anche in scienze naturali.
Divenuto assistente di Oreste Mattirolo rimase a Torino per vent'anni.
Nel 1920 divenne professore di botanica all'università di Cagliari e, nel 1922, si trasferì all'università di Padova, dove rimase fino alla nomina a professore emerito.
Fu preside della facoltà di scienze dell'Università di Padova dal 1932 al 1941 e prefetto dell'orto botanico di Padova dal 1921 al 1947.
È stato autore di importanti studi di fisiologia, ecologia e sistematica.
Caposcuola della botanica italiana, molti suoi allievi hanno insegnato nelle università italiane.
Nel periodo più difficile della seconda guerra mondiale (1943-1945) per 16 mesi fu rettore dell'università di Padova, e contribuì anche tramite la personale esposizione al mantenimento della istituzione universitaria, al salvataggio di uomini, apparecchiature, beni universitari.
Dai suoi scritti "...e mi sarà perdonato se queste righe, che sono scritte al momento in cui si è conclusa la mia opera, che è stata sostanzialmente dedicata ad una ininterrotta funzione di difesa del più sacro patrimonio intellettuale della Venezia, non si limitano ad accennare ai fatti avvenuti entro il 722º Anno Accademico, ma comprendono tutto il doloroso periodo dell'oppressione nemica...."

## Opere principali
- Trattato di Botanica (in collaborazione con G. Negri e C. Cappelletti) (1935-1936).
- Il mio rettorato (1943-1945) Giuseppe Gola, Edizioni Antilia, 2015 ISBN:9788897336358

## Onorificenze
Fu socio di numerose accademie e società scientifiche nazionali ed internazionali tra cui:
- Accademia Nazionale dei Lincei, dal 1927
- Accademia nazionale delle scienze, dal 1938
- Accademia galileiana di scienze, lettere ed arti, di cui fu presidente dal 1941 al 1947
- Istituto veneto di scienze, lettere ed arti, di cui fu presidente dal 1946 al 1952.
- Accademia pontificia dal 1936.